# Jurij Jakimov
Jurij Jakimov (ryska: Юрий Александрович Якимов), född den 28 februari 1953 i Sjachtiorsk, är en sovjetisk roddare.
Han tog OS-silver i scullerfyra i samband med de olympiska roddtävlingarna 1976 i Montréal.